# 布尔瑟维尔
布尔瑟维尔（法語：Bourseville，法語發音：[buʁsəvil]）是法国上法蘭西大區索姆省的一个市镇，属于阿布维尔区。

## 地理
布尔瑟维尔（50°6'16"N, 1°31'24"E）面积8.07 平方千米，位于法国上法蘭西大區索姆省，该省份为法国北部沿海省份，北起加来海峡省和北部省，西接滨海塞纳省和大西洋英吉利海峡，南至瓦兹省，东临埃纳省。
与布尔瑟维尔接壤的市镇（或旧市镇、城区）包括：瓦尼亚吕、阿勒奈、布吕泰勒、弗里维尔-埃斯卡博坦、蒂利、沃德里库尔。
布尔瑟维尔的时区为UTC+01:00、UTC+02:00（夏令时）。

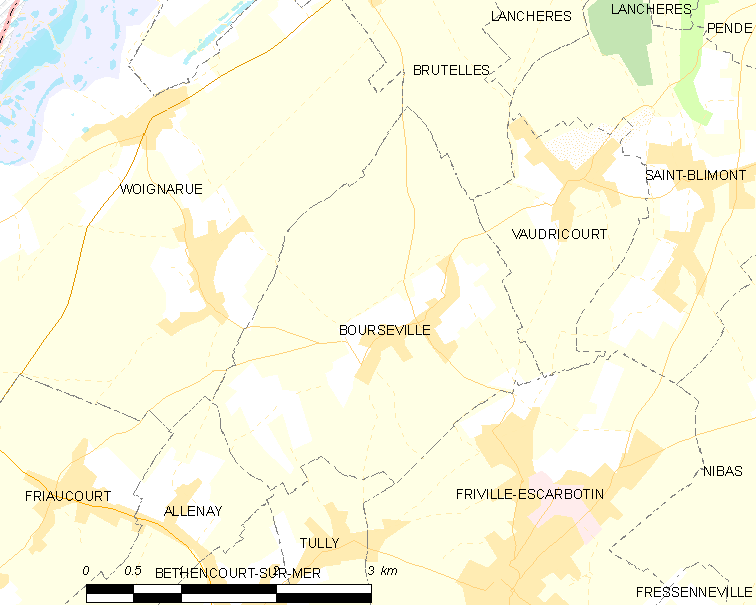
布尔瑟维尔的OSM定位图

## 行政
布尔瑟维尔的邮政编码为80130，INSEE市镇编码为80124。

## 政治
布尔瑟维尔所属的省级选区为弗里维尔-埃斯卡博坦县。

## 人口

1962-2008年间布尔瑟维尔人口变化图示

布尔瑟维尔于2022年1月1日时的人口数量为715人。